# لكزس إل إف أيه

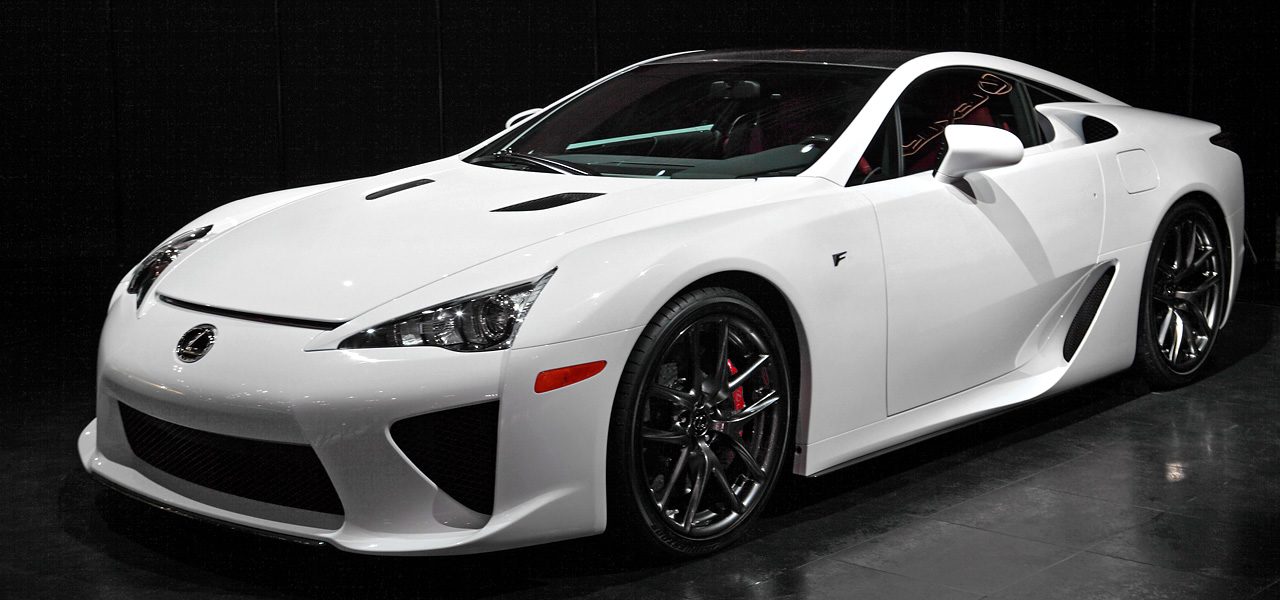
لكزس إل إف أيه (Lexus LFA)

لكزس إل إف أيه (Lexus LFA) هي سيارة رياضية فارهة من الدرجة الأولى ذات بابين والمصنوعة من شركة لكزس (Lexus) على أنها إصدار خاص.
من ميزات هذه السيارة أن لها محرك V10 بسعة 4.8 لتر الذي صنع من شركة ياماها والذي صمم ليكون بقوة محرك v10 وبحجم محرك v8 وبوزن محرك v6 وجسم السيارة مصنوعة من ألياف الكربون كليا حيث أن 65% من السيارة هي مصنوعة من ألياف الكربون.
من المتوقع أن هذه السيارة ستدخل الأسواق بنهاية عام 2010 بعدد محدود والذي لا يتجاوز 500 سيارة وذلك بسعر 375,000 دولار أمريكي لكل سيارة.
كان بداية المشروع شهر فبراير عام 2000 وقد استمر تطوير المشروع لمدة عشر سنوات حيث أن المشروع قد اكتمل عام 2010. وتعتبر هذه السيارة أفضل سيارة يابانية فارهة على الإطلاق.